# 角色 (卡巴拉)
角色，（英语：Partzufim/Partsufim，希伯来文：פרצופים；对应的单数形式：Partzuf，希伯来文：פרצוף），意为神圣的“角色/外表/面容/形态/结构”，是对卡巴拉中的十个质点的神圣属性/流溢的独特的重新配置安排，使质点在造物中协调互动。这些角色的名字源自卡巴拉的基础文献《光辉之书》（Zohar （页面存档备份，存于））的神秘论文，而书中角色这一术语与质点同意。角色的完全的教义意义，仅出现于16世纪鲁利安体系的卡巴拉（Lurianic Kabbalah （页面存档备份，存于））中相关的Shevirah （页面存档备份，存于）-“破灭”与 Tikun （页面存档备份，存于）-"修复"的宇宙过程中。每个角色都是所有质点的Yosher型柱状组合，这类似于人体对应的互相关联质点结构。